# Nipsey Hussle
Nipsey Hussle (Los Angeles, 15 augustus 1985 – aldaar, 31 maart 2019), artiestennaam van Ermias Asghedom, was een Amerikaans rapper en songwriter. 

## Biografie
Asghedom was afkomstig uit de wijk Crenshaw, South Los Angeles. Hij was van Eritrese komaf en maakte deel uit van de Rollin 60's Neighborhood Crips, een subgroep van de grotere Crips voornamelijk gevestigd in zijn thuisbuurt Crenshaw. 
Onder de naam Nipsey Hussle – een verwijzing naar de naam van komiek Nipsey Russell – had de rapper bescheiden successen met zijn singles, die hij onder andere maakte met Snoop Dogg, Tyga, Drake, YG, Chamillionaire, Rick Ross, The Game en Kokane. In 2019 werd hij genomineerd voor een Grammy Award in de categorie voor beste rap-album voor zijn debuutalbum Victory Lap. Met rap-artiest Marion Band$ werkte hij samen aan het nummer Hold Up. Dit nummer is opgenomen in de soundtrack van het computerspel Grand Theft Auto V.
Hussle was ook enkele malen op het witte doek te zien. In 2007 had hij een kleine rol in de semibiografische film I Tried van Bone Thugs-n-Harmony, geregisseerd door Rich Newey. In 2010 had hij een rol in de film The Wrath of Cain, met Ving Rhames in de titelrol.
In 2022 kreeg Hussle postuum een ster op de Hollywood Walk of Fame.

### Privéleven
Hussle had sinds 2013 een relatie met de actrice Lauren London en trouwde met haar in 2018. In 2016 kreeg het koppel samen een zoon. Hussle had een dochter uit een eerdere relatie.

### Moord
Op 31 maart 2019 werd hij met twee anderen voor zijn kledingwinkel The Marathon Clothing in Los Angeles neergeschoten en later in het ziekenhuis doodverklaard. Volgens de politie van Los Angeles was Hussle neergeschoten vanwege een persoonlijk geschil. De verdachte – evenals Hussle bendelid van de Rollin 60's Neighborhood Crips – werd twee dagen na de schietpartij door de autoriteiten aangehouden. De start van de rechtszaak tegen de verdachte werd meerdere keren uitgesteld.

## Discografie
Albums
- 2018: Victory Lap

Mixtapes
- 2010: The Marathon
- 2011: The Marathon Continues
- 2013: Crenshaw
- 2014: Mailbox Money

- Bibsys: 1483107590210
- Biblioteca Nacional de España: XX5715080
- Gemeinsame Normdatei: 1184480052
- International Standard Name Identifier: 0000 0003 6057 4455
- Library of Congress Control Number: no2012012040
- MusicBrainz: 410bbb19-8309-4a0b-9f87-3d65bde4a826
- Virtual International Authority File: 31149294377480522544
- WorldCat: E39PBJjRRRMtrHwqYYg7tYmDbd